# Вектроскоп
Вектроскоп је посебна врста осцилоскопа која се користи пре свега у телевизији за мерење и аудио и видео сигнала. Док класични осцилоскоп приказује зависност сигнала при промени времена, вектроскоп приказује однос између два сигнала. Он може да приказује зависност у односу на референтни сигнал ида на тај начин уочи одређене аномалије.

## Мерење видео сигнала
Вектроскоп се највише користи за мерење видео сигнала и тражење одређених аномалија. Он може мерити готово све вртсе видео сигнала као што су: NTSC, PAL, SECAM или било који стандар дигиталног ТВ сигнала. Док класичан осцилоскоп телевизијском техничару омогућава приказ укупне карактеристике видео сигнала, вектроскоп се користи за визуелизацију хроминентне компоненте, која је укључена у видео сигнал као посебан носилац у фреквентном спектру . 
За мерење исправности ТВ опреме најчешће се користи колор-бар сигнал. Вектроскоп пружа могућност да се користе два шаблона за колор бар: један са 75% амплитуде а други са 100% амплитуде сигнала. 100% колор бар приказује максималну амплитуду коју видео сигнал може да има. 75% колор бар има смањену амплитуду како би био сигурнији по исправност уређаја.Већина вектроскопа ове две методе може да мења једноставним стиском на одговарајући тастер.

## Мерење аудио сигнала
Код мерења аудио сигнала вектроскоп се најчешће користи за мерење разлике између два канала стерео пара. Један стерео канал се ставља на хоризонталну а други на вертикалну осу. Уколико су оба сигнала идентична то ће на монитору вектроскопа приказати праву линију. Било каква деформација у стерео пару ће проузроковати појављивање Лисажуове криве. Такође то може значити да су леви и десни канал фазно померени за 180°.